# Gruziński Sztab Łącznikowy
Gruziński Sztab Łącznikowy (niem. Georgischer Verbindungsstab, ros. Грузинский штаб связи) – kolaboracyjny organ wojskowy pod koniec II wojny światowej
W związku z faktem, że władze III Rzeszy nie zamierzały przyznawać niezależności narodowej narodom Kaukazu, Minister Rzeszy ds. Okupowanych Terytoriów Wschodnich Alfred Rosenberg jesienią 1944 r. otrzymał polecenie utworzenia w Berlinie tzw. sztabów łącznikowych. W ich skład mieli wejść nie tylko przedstawiciele porewolucyjnej emigracji kaukaskiej, ale też b. jeńcy wojenni z Armii Czerwonej. W celu zwiększenia efektywności organów starano się ukompletować je osobami młodej generacji. Na czele Gruzińskiego Sztabu Łącznikowego stanął dr Giorgi Magalaszwili. Sztab składał się z oddziałów: politycznego (Micheil Kedia), wojskowego (kpt. Giwi Gabliani), cywilnego (G. Magalaszwili) i finansowo-gospodarczego (Micheil Alszibaja). Do zadań oddziału politycznego należało przekazywanie władzom niemieckim odezw, apeli, memorandów itd., oddziału wojskowego – współpraca ze sztabem Generała Wojsk Wschodnich, dowódcami oddziałów wojskowych złożonych z Gruzinów i kierowanie żołnierzy do niemieckich szkół oficerskich, oddziału cywilnego – koordynowanie spraw dotyczących przebywających w obozach jenieckich czerwonoarmistów pochodzenia gruzińskiego, wydawanie gazet, czasopism, broszur itd. oraz prowadzenie propagandy. Gruziński Sztab Łącznikowy – podobnie jak Gruziński Komitet Narodowy – utrzymywał ścisłe kontakty z przebywającym w Paryżu gruzińskim rządem na uchodźstwie Noe Żordanii. Pod koniec 1944 r. pojawił się problem podporządkowania politycznego kaukaskich sztabów łącznikowych Komitetowi Wyzwolenia Narodów Rosji (KONR) gen. Andrieja A. Własowa, ale Gruzini – podobnie jak inni przedstawiciele narodów Kaukazu – zdecydowanie odmówili. W poł. marca 1945 r. Gruziński Sztab Łącznikowy – wraz z Azerbejdżańskim, Armeńskim i Północnokaukaskim Sztabami Łącznikowymi – zostały połączone w Komitet Kaukaski, którego podstawowym zadaniem było doprowadzenie do sformowania Kaukaskiej Armii Wyzwoleńczej.